# Belin-Béliet
Belin-Béliet (gaskonsko Belin e Beliet) je naselje in občina v jugozahodnem francoskem departmaju Gironde regije Akvitanije. Leta 2008 je naselje imelo 4.144 prebivalcev.

## Geografija
Naselje leži v pokrajini Gaskonji znotraj naravnega regijskega parka Landes de Gascogne, 45 km južno od Bordeauxa.

## Uprava
Belin-Béliet je sedež istoimenskega kantona, v katerega so poleg njegove vključene še občine Le Barp, Lugos, Saint-Magne in Salles s 15.291 prebivalci.
Kanton Belin-Béliet je sestavni del okrožja Arcachon.

## Zanimivosti
- cerkev Saint-Pierre de Mons iz 12., prenovljena v 15. stoletju, romarska postaja na poti v Santiago de Compostelo (Via Turonensis);